# Tarján
Tarján es un pueblo húngaro perteneciente al distrito de Tatabánya, condado de Komárom-Esztergom.

## Superficie
Cuenta con una superficie de 43,07 km².

## Demografía
Hasta 2024 la población era de 2751 habitantes, con una densidad de población de 63,87 hab/km².
| Gráfica de evolución demográfica de Tarján entre 2020 y 2024 |
|                                                              |
| Datos según la Oficina Central de Estadística de Hungría.    |